# Daniel Ceballos Fernández
Daniel "Dani" Ceballos Fernández (Utrera, 7 d'agost de 1996) és un futbolista professional andalús que juga com a migcampista al Reial Madrid. És internacional amb la selecció espanyola.

## Carrera de club

### Reial Betis
Ceballos va ingressar al planter del Sevilla FC el 2004 a 8 anys, però en va sortir el 2009 a causa d'una bronquitis crònica. A continuació va anar al CD Utrera, i va finalitzar la seva formació al Reial Betis on va arribar el 2011; va signar un contracte professional amb el Betis el 22 de febrer de 2014, essent encara júnior.
El 26 d'abril de 2014, quan encara no havia jugat amb l'equip B, Ceballos va jugar el seu primer partit oficial amb el primer equip a La Liga, entrant com a supent en una derrota per 0–1 a casa contra laReial Societat. El 21 de desembre, va marcar el seu primer gol com a professional, el primer d'una victòria per 2–0 a casa contra el Racing de Santander a la Segona Divisió; va jugar en 33 partits i va marcar cinc gols pels vert-i-blancs durant la temporada, en la qual l'equip va retornar a la primera divisió.
El 15 d'octubre de 2015, després de llargues negociacions, Ceballos va renovar el contracte fins al 2020.

### Reial Madrid
El 14 de juliol de 2017 va fitxar pel Reial Madrid, per sis temporades, a canvi d'uns 18 milions d'euros.
Va debutar amb el Madrid el 16 d'agost, substituint Toni Kroos al minut 80 al partit de tornada de la Supercopa d'Espanya, una victòria per 2–0 a casa contra el FC Barcelona. El 23 de setembre, en la seva primera titularitat, va marcar un doblet en una victòria per 2–1 a fora contra el Deportivo Alavés.
Ceballos va disputar quatre partits a la Lliga de Campions de la UEFA 2017–18, en què el Madrid va guanyar el seu tercer títol consecutiu, i 13è en total en la història del torneig. El 13 de gener de 2019, després de només 15 minuts al camp, i havent estat contínuament xiulat pels aficionats del seu anterior club, va marcar de falta directa en el darrer minut, per guanyar el partit 2–1 contra el Betis al Benito Villamarín.

### Arsenal
El 25 de juliol de 2019, va anar cedit a l'Arsenal per un any. Se li va assignar la samarreta amb el número 8, que havia deixat vacant Aaron Ramsey, acabat de traspassar a la Juventus FC.

## Carrera internacional
El 5 de novembre de 2014, Ceballos fou convocat per la selecció espanyola sub-19, i va jugar contra les seleccions sub-19 d'Alemanya, França i Grècia, en un torneig disputat en aquest darrer país. Va debutar amb la selecció espanyola sub-21 el 26 de març de 2015, substituint Samu Castillejo a la mitja part en un partit amistós guanyat 2–0 contra Noruega sub-21 a Cartagena; quatre dies després, a Lleó, va ser titular per primer cop, en una victòria per 4–0 contra Belarús sub-19.

## Palmarès

### Club
Betis
- 1 Segona Divisió: 2014–15

Reial Madrid
- 1 Copa Intercontinental de la FIFA: 2024[24]
- 3 Campionats del món de clubs: 2017,[25] 2018, 2022
- 3 Lligues de Campions: 2017–18, 2021–22, 2023-24[26]
- 2 Supercopes d'Europa: 2022, 2024[27]
- 2 Lligues espanyoles: 2021–22, 2023-24[28]
- 1 Copa del Rei: 2022–23[29]
- 3 Supercopes d'Espanya: 2017,[30] 2021–22, 2024[31]

Arsenal FC
- 1 FA Cup: 2019–20

### Selecció espanyola
Espanya sub-19
- Campionat d'Europa Sub-19 de la UEFA: 2015[32]

Espanya sub-21
- Campionat d'Europa Sub-21 de la UEFA: 2019[33]